# Tatariw
Tatariw (ukrainisch Татарів; russisch Татаров Tatarow, polnisch Tatarów) ist ein Dorf in der westukrainischen Oblast Iwano-Frankiwsk mit etwa 1500 Einwohnern (2004).

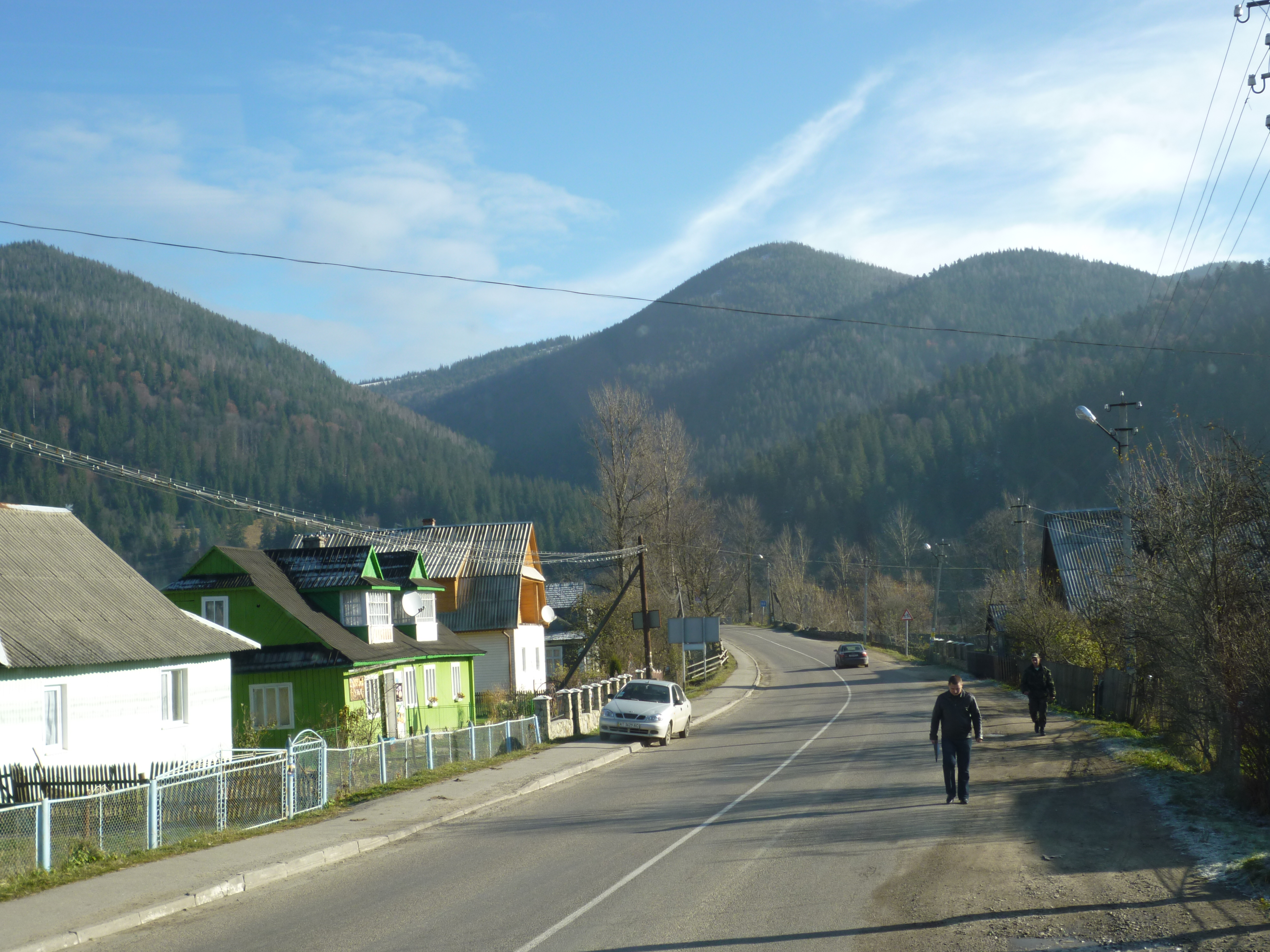
Das Tal des Pruth in Tatariw

Das 1671 erstmals schriftlich erwähnte Dorf war die einzige Ortschaft der gleichnamigen Landratsgemeinde, die bis Juli 2020 administrativ zum Stadtkreis der Stadt Jaremtsche gehörte. Nach 1945 wurde der Ort in Kreminzi (Кремінці) umbenannt und erhielt seinen heutigen Namen erst 11. Juni 2003 wieder zurück.
Am 19. Dezember 2019 wurde das Dorf ein Teil der neu gegründeten Siedlungsgemeinde Worochta, bis war sie Teil der Siedlungsratsgemeinde Worochta als Teil der Stadtratsgemeinde von Jaremtsche.
Am 17. Juli 2020 wurde der Ort Teil des Rajons Nadwirna.
Tatariw ist ein Kurort, dessen Luft bei Asthma und Bronchitis heilend sein soll. Im Ort befindet sich die denkmalgeschützte Kirche des hl. Dmytro aus dem 18. Jahrhundert.

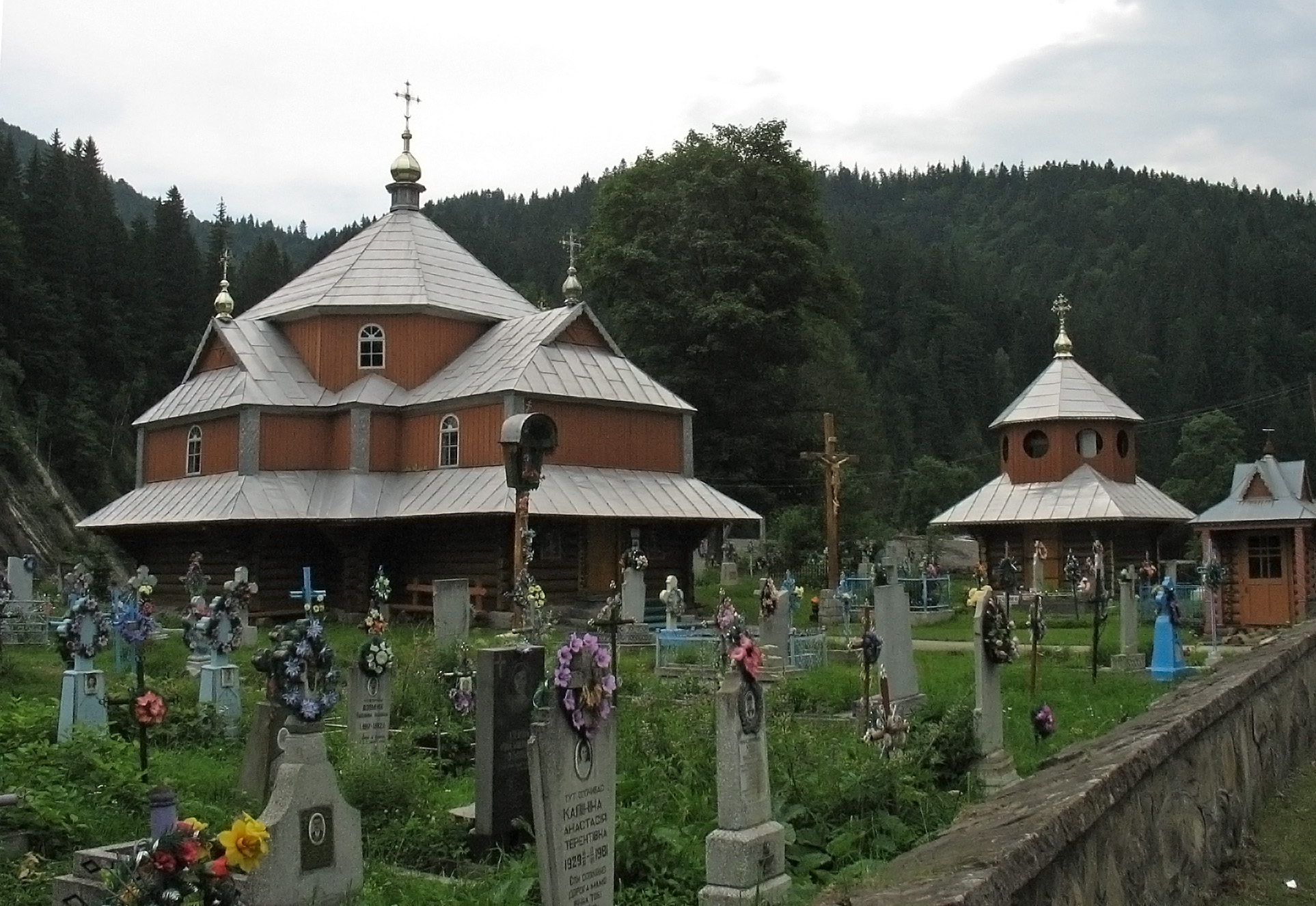
Kirche des hl. Dmytro

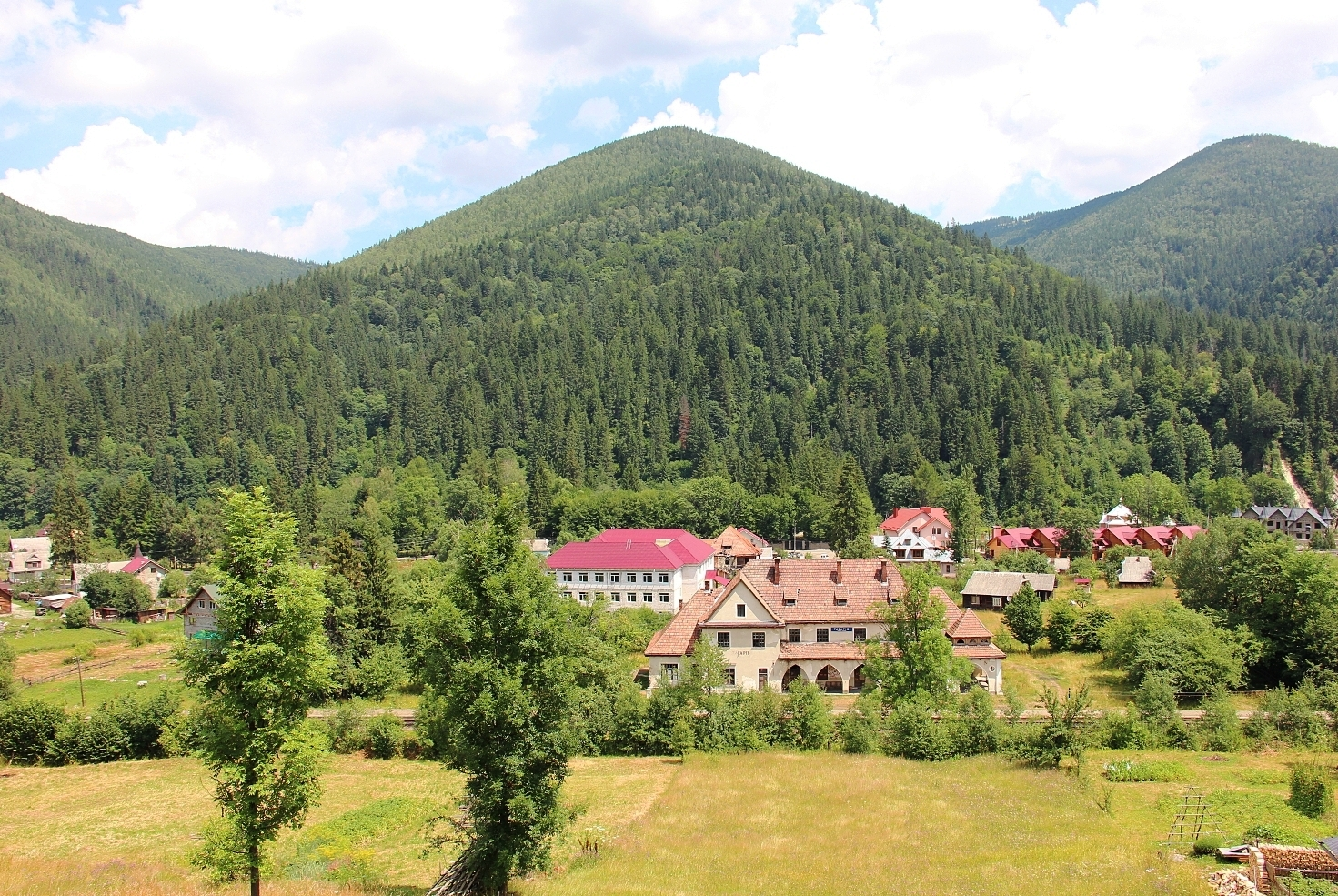
Tatariw mit dem Bahnhof im Vordergrund

## Geographische Lage
Tatariw liegt in den Waldkarpaten im Tal des Pruth zwischen 684 m und 750 m Höhe. Im Dorf beginnt die Regionalstraße P–24. Außerdem verläuft durch Tatariw die nationale Fernstraße N 09, die nach Südwesten über Jablunyzja zum nahegelegenen Jablunyzja-Pass und nach Norden ins 26 km entfernte Jaremtsche und im weiteren Verlauf zur 86 km entfernten Oblasthauptstadt Iwano-Frankiwsk führt. Die Ortschaft besitzt einen Bahnhof an der in den 1890er Jahren erbauten Bahnstrecke Sighetu Marmației–Iwano-Frankiwsk. 15 km westlich von Tatariw liegt das Bergdorf Poljanyzja mit dem Wintersport-Resort Bukowel, dem größten und modernsten Skiresort der Ukraine.